# Statsrätt
Statsrätt är sammanfattningen av de rättsnormer, som har till föremål organisationen av utövandet av statens tvångsmakt och statsmaktens förhållande till de densamma underkastade individerna och samhällena.
Statsrätten är den gren av den offentliga rätten, som bestämmer de statliga förhållandena inom enhetsstater eller förbundsstater, under det att denna rätts andra gren (folkrätten) bestämmer rättsförhållandena mellan suveräna stater. Under statsrätten faller straffrätt, processrätt, förvaltningsrätt, skatterätt och statsrätt i inskränkt mening eller författningsrätt, vars huvudgrunder bestäms genom grundlag. Kyrkorätt kan ingå i alla dessa arter av statsrätt.
Ordet statsrätt begagnas även som namn på läran om statsrätten. Den skiljer sig i denna mening från politik eller statsvetenskap därigenom, att den anger, vilka de statsrättsliga förhållandena är, inte vilka de anses böra vara. Statsrättsläran ingår som hjälpvetenskap i statskunskapen, men är också en självständig juridisk disciplin. Som sådan utreder den, vilka de statsrättsliga förhållandena är enligt positiv lag, oberoende av historiska, sociala och politiska inflytanden.